# Ana Caram
Ana Caram (* 1. Oktober 1958 in São Paulo) ist eine brasilianische Bossa-Nova- und Pop-Jazz-Sängerin, die auch Gitarre und Flöte spielt.

## Leben
Caram machte in São Paulo einen Universitätsabschluss in Komposition und Dirigieren. In den 80er Jahren zog sie nach New York. Erste Anerkennung erhielt sie, als sie zusammen mit Paquito D’Rivera im Juli 1988 in der Carnegie Hall beim JVC-Jazzfestival auftrat. Ein Plattenvertrag mit Chesky Records war die Folge, und schon für das erste Album konnte sie den brasilianischen Altmeister des Bossa Nova, Antônio Carlos Jobim, für einige gemeinsame Songs verpflichten. Im Juni 1992 trat sie wieder in der Carnegie Hall beim JVC-Jazzfestival auf. Sie arbeitete mit verschiedenen Latin-Jazz- und Bossa-Nova-Musikern zusammen wie Paquito D’Rivera (seit 1988), Antônio Carlos Jobim, Sergio Assad und Odair Assad.

## Diskografie
1. Rio After Dark (1989) (Special Guest: Antônio Carlos Jobim)
2. Amazonia (1992)
3. The Other Side of Jobim (1992)
4. Maracana (1993)
5. Bossa Nova (1995)
6. Sunflower Time (1996)
7. Postcards from Rio (1998)
8. Blue Bossa (2001)
9. Hollywood Rio (2004)